# Coupe de l'America 2003
La Coupe de l'America 2003 est la 31e édition de la Coupe de l'America. Elle s'est déroulée à Auckland, en Nouvelle-Zélande, du 15 février au 2 mars 2003. Elle a vu la victoire du bateau du syndicat suisse Alinghi (SUI-64), mené par Russell Coutts, face au defender NZL-82 de la Team New Zealand.

## Le règlement de 2003

### Les bateaux
De 1992 à 2007, les bateaux ont été de jauge « class America ». Une jauge est un ensemble de caractéristiques générales définissant une classe de bateaux, mais assurant une homogénéité de performance entre ces bateaux. L'utilisation de bateaux de même jauge évite le calcul de « rating » (le handicap) et permet ainsi d'avoir une course où le premier arrivé est le gagnant. Les Class America font environ 25 mètres de longueur et 4 mètres de tirant d'eau.

### Déroulement de la compétition
La compétition se déroule en deux phases : la Coupe Louis-Vuitton pour sélectionner le challenger et la Coupe de l'America proprement dite, qui oppose le vainqueur de la Coupe Louis-Vuitton au defender.
La Coupe Louis-Vuitton se déroule ainsi :
- Une poule éliminatoire (les « rounds robins ») où chaque régate gagnée rapporte des points. Ce classement permet de sélectionner huit bateaux pour les quarts de finale en deux poules, une avec les quatre premiers « double chance », une avec les quatre derniers « single chance » ;
- Les quarts de finale se déroulent au meilleur de 7 manches. Les deux premiers « double chance » sont qualifiés pour les demi-finales. Les deux derniers de ce groupe rencontrent en repêchage les deux premiers de « single chance ». Le vainqueur du quart de finale de repêchage disputera la demi-finale de repêchage ;
- Les demi-finales se déroulent au meilleur de 7 manches. Le vainqueur est qualifié pour la finale. Le vaincu dispute la demi-finale de repêchage qualificative pour la finale ;
- La finale se déroule au meilleur de neuf manches, le vainqueur est qualifié pour la Coupe de l'America.

La Coupe de l'America se déroule au meilleur de neuf manches, c'est-à-dire que le premier qui gagne cinq régates a gagné.

### Les régates
Toutes les régates se déroulent en duels (ou match racing) ce qui permet pour des bateaux aux performances similaires d'apprécier la qualité de l'équipage : ce n'est pas obligatoirement le bateau le plus rapide qui gagne. Ceci a aussi l'avantage de rendre plus simple le suivi d'une régate.
La régate est faite en tournant autour de deux bouées, la ligne de départ et d'arrivée étant perpendiculaire à l'axe de ces bouées.

## Participants

### Defender
| Syndicat                         | Pays             |
| Royal New Zealand Yacht Squadron | Nouvelle-Zélande |

### Challengers
| Club nautique                           | Syndicat             | Skipper                      | Bateaux         |
| --------------------------------------- | -------------------- | ---------------------------- | --------------- |
| Société nautique de Genève              | Alinghi              | Russell Coutts               | SUI-64          |
| Royal Ocean Racing Club                 | GBR Challenge        | Ian Walker                   | GBR-70          |
| Union nationale pour la course au large | Le Defi Areva        | Luc Pillot                   | FRA-69          |
| Reale Yacht Club Canottieri Savoia      | Mascalzone Latino    | Vincenzo Onorato             | ITA-72          |
| Seattle Yacht Club                      | OneWorld             | Peter Gilmour (en)           | USA-65 & USA-67 |
| Golden Gate Yacht Club                  | Oracle BMW Racing    | Peter Holmberg Chris Dickson | USA-76          |
| Yacht Club Punta Ala                    | Luna Rossa Challenge | Francesco de Angelis         | ITA-74          |
| New York Yacht Club                     | Stars & Stripes (en) | Dennis Conner                | USA-66 & USA-77 |
| Gamla Stans Yacht Sallskap              | Victory Challenge    | Mats Johansson               | SWE-63 & SWE-73 |